# هاري غرانت (لاعب كرة قدم)
هاري غرانت (بالإنجليزية: Harry Grant)‏ (31 ديسمبر 1994 بريدنغ في المملكة المتحدة - ) هو لاعب كرة قدم بريطاني في مركز الوسط. لعب مع شيفيلد وينزداي ونادي غيلينغهام ونادي فارنبوروه وميدنهد يونايتد ‏ ونادي بروملي وهايز وييدينغ يونايتد ‏ وتشبنهام تاون.

## وصلات خارجية
- هاري غرانت على موقع قاعدة بيانات كرة القدم.إي يو (الإنجليزية)
- هاري غرانت على موقع Soccerbase.com (لاعب) (الإنجليزية)
- هاري غرانت على موقع Soccerway.com (الإنجليزية)